# Un sapin de Noël et un mariage
Un sapin de Noël et un mariage (Елка и свадьба), est une nouvelle de l'écrivain russe Fedor Dostoievski écrit en 1848 et paru dans Les Annales de la Patrie en septembre 1848, t. LX, sous le titre L’Arbre de Noël et le Mariage.

## Les personnages
- Philippe Alexiéiévitch : l’hôte
- Julien Mastakovitch : haut fonctionnaire, célibataire, pédophile. Ce personnage apparaît dans la nouvelle du même auteur, Un cœur faible.

## Résumé
Le narrateur raconte une fête donnée pour le Nouvel An cinq ans plus tôt à Saint-Pétersbourg. L’hôte, Philippe Alexiéiévitch, l’a organisée pour des enfants, mais les adultes y viennent par obligation ou intérêt. Il décrit un monsieur de province qui s’ennuie dignement, puis Julien Mastakovitch, un invité de marque que l’hôte soigne, puis la fille de onze ans de ce dernier, qui est ravissante.
Le narrateur est ensuite témoin d’une scène gênante entra la fillette et Julien : ce dernier est manifestement attiré par elle. Le narrateur fait sentir sa présence, et la scène malsaine s’interrompt.
Cinq années plus tard, le narrateur est le témoin du mariage entre Julien et la jeune fille de seize ans.
Selon Alexandre Soloviev, Mastakovitch a jeté son dévolu sur la petite jeune fille en tant que future épouse et il a attendu qu'elle ait 16 ans. 
Le thème du mariage d'un homme déjà vieux avec une toute jeune fille -ce qui arrivait souvent à cette époque- écœure Dostoïevski et le hante. On retrouve ce thème dans Le Rêve de l'oncle.

## Éditions françaises
- Un arbre de Noël et un mariage, traduit par Gustave Aucouturier, dans Récits, Chroniques et Polémiques, Paris, Gallimard, Bibliothèque de la Pléiade no 211, 1969 [Réédition 2006].  (ISBN 2-07-010179-7)
- Premières Miniatures (cette édition rassemble les nouvelles suivantes : Un roman en neuf lettres, Polzounkov, Le Voleur honnête, Un sapin de Noël et un mariage), traduites par André Markowicz, Arles, Éd. Actes Sud, Collection Babel, 2000  (ISBN 2 7427 3062 1)